# Pioppe di Salvaro

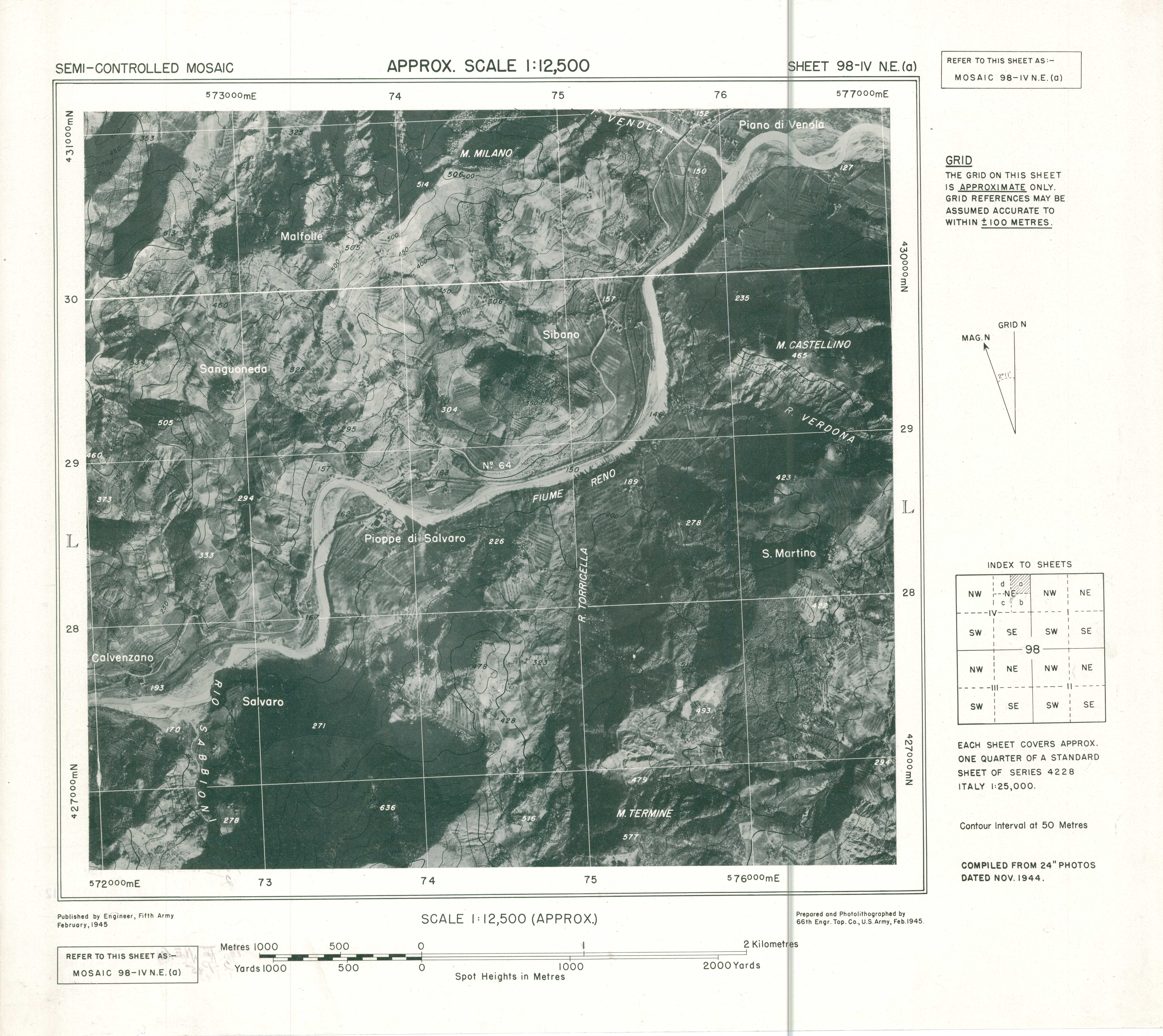
Foto aerea del novembre 1944

Pioppe di Salvaro è un agglomerato di 900 abitanti circa diviso tra i Comuni di Marzabotto, Grizzana Morandi e Vergato. Il fiume Reno, che lo attraversa, funge da confine amministrativo. Si trova a circa 30 km da Bologna lungo la Strada statale 64 Porrettana e la linea ferroviaria Bologna-Pistoia.

## Geografia fisica
Posto ai piedi del monte Salvaro, è circondato da verde intenso dato, per lo più, da querce e castagni secolari. I boschi, per la maggior parte, integrati nel "Parco regionale storico di Monte Sole", sono frequentati dalla fauna tipica pre-appenninica: lepri, fagiani, tassi, volpi, scoiattoli, cinghiali, daini e cervi.

## Storia
Il borgo è stato oggetto di rappresaglia da parte dell'esercito tedesco durante i rastrellamenti nei confronti dei partigiani, insieme al più famoso "eccidio di Marzabotto" nell'autunno del 1944.

## Monumenti e luoghi d'interesse
- Casa Pampana, edificio secoli XIII –XIV
- Casa Fabbri, secoli XIII- XIV
- Malfolle “Oratorio di S. Nicolò, secolo XV con affreschi del ‘400 e ‘500
- Antico Borgo di “Sanguineta”[4]
- Parco di Monte Sole
- Di notevole importanza storica è l'antico borgo di Sanguineta, abbarbicato sul pendio boscoso a destra della statale Porrettana, ad un paio di chilometri dal paese: borgo già importante nel 1200, come punto di fermata dei viaggiatori, stazione delle carrozze, che vi trovavano alloggio e protezione. Fu poi residenza di Notai e tuttora conserva bellezza e importanza architettonica.

## Infrastrutture e trasporti
La frazione è servita dalla stazione di Pioppe di Salvaro sulla ferrovia Bologna-Pistoia.